# Cerviniella lagarderei
Cerviniella lagarderei är en kräftdjursart som beskrevs av Philippe Bodin. Cerviniella lagarderei ingår i släktet Cerviniella och familjen Cerviniidae. Inga underarter finns listade i Catalogue of Life.